# Ла Болита, Ла Болита де Чинапа (Ариспе)
Ла Болита, Ла Болита де Чинапа (шп. La Bolita, La Bolita de Chinapa) насеље је у Мексику у савезној држави Сонора у општини Ариспе. Насеље се налази на надморској висини од 930 м.

## Становништво
Према подацима из 2010. године у насељу је живело 6 становника.

### Хронологија
| Година       | 2000       | 2005      | 2010 |
| ------------ | ---------- | --------- | ---- |
| Становништво | 11 (7 / 4) | 9 (6 / 3) | 6    |

### Попис
| # | Индикатор                     | Вредност |
| - | ----------------------------- | -------- |
| 1 | Укупно домаћинстава           | 4        |
| 2 | Укупно насељених домаћинстава | 2        |
| 3 | Величина локације             | 1        |